# 埃尔克蒙特 (阿拉巴马州)
埃尔克蒙特（英語：Elkmont），是美国阿拉巴马州下属的一座城市。面积约为1.63平方英里（约合4.22平方公里）。根据2010年美国人口普查，该市有人口434人，人口密度为266.26/平方英里（约合102.84/平方公里）。